# أوليفييه فينيو
اوليفييه فينيو (16 يوليو 1985 في فرنسا - ) (بالفرنسية: Olivier Veigneau) هو لاعب كرة قدم فرنسي في مركز الظهير. شارك مع منتخب فرنسا تحت 18 سنة لكرة القدم ومنتخب فرنسا تحت 19 سنة لكرة القدم ومنتخب فرنسا تحت 21 سنة لكرة القدم. أما مع النوادي، فقد لعب مع نادي دويسبورغ ونادي قاسم باشا ونادي موناكو ونادي نانت ونادي نيس.

## وصلات خارجية
- هذه المقالة غير مرتبط بويكي بيانات